# بخش پولواما
بخش پولواما (به انگلیسی: Pulwama district) یک بخش در هند است که در Kashmir Division واقع شده‌است. بخش پولواما ۱٬۰۹۰ کیلومتر مربع مساحت و ۵۶۰٬۴۴۰ نفر جمعیت دارد و ۱٬۶۳۰ متر بالاتر از سطح دریا واقع شده‌است.